# Патріарший екзархат Мальти
Патріарший екзархат Мальти є церковно-адміністративною одиницею під юрисдикцією Вселенського Патріархату і включає в себе територію держави Мальта .
Екзархат був створений Патріаршим і Синодальним Томосом від 14 січня 2021 року  з відокремленням від тодішньої « Митрополії Італії та Мальти ». 16 лютого того ж року митрополит Крінійський (доти єпископ Абідоський) Кирилос (Катерелос) був обраний першим Патріаршим екзархом новоствореного екзархату  . На даний момент у складі екзархату діють 3 парафії грекомовна, україномовна та грузинськомовна.
Україномовна парафія утворена в березні 2024 року з благословіння Вселенського патріарха Варфоломія. Веде свою активну діяльність на острові. При парафії діє Українська парафіяльна школа де діти мають моживість вивчати історію України, українську мову та культуру. При парафії також діє художня школа.

## Храми
- Собор Святого Миколая, Валетта
- Церква Святого Георгія, Валетта

1. ↑  https://orthodoxtimes.com/patriarchal-exarch-of-malta-held-first-meetings-in-malta/
2. ↑  Πατριαρχική Εξαρχία Μελίτης. Ανατολή. Процитовано 14 Αυγούστου 2023.
3. ↑  Πατριαρχικός Έξαρχος Μελίτης (Μάλτας) ο νεοεκλεγείς Μητροπολίτης Κρήνης κ. Κύριλλος, ο από Αβύδου. Ιερά Πατριαρχική Εξαρχία Μελίτης. Процитовано 14 Αυγούστου 2023.